# Zomertruffel
De zomertruffel (Tuber aestivum) is een  truffel (ondergrondse bolvormige paddenstoel) uit de familie Tuberaceae. 

## Kenmerken
Het vruchtlichaam is 2-5 cm breed en dicht bezet met grove piramidevormige wratten. De kleur is bruinzwart tot zwart van buiten en grijsgeel van binnen, langzaam verkleurend naar donkerbruin. De inhoud is dooraderd met witte aders en bevat sporenzakjes (asci). De geur is aromatisch, soms teerachtig.

## Verspreiding
De zomertruffel groeit op kalkrijke, lemige grond, vooral in loofbossen. Het vruchtlichaam zit geheel ondergronds. De soort is vrij zeldzaam in Midden- en Zuid-Europa en zeer zeldzaam in Wallonië. In Vlaanderen en Nederland komt de zomertruffel niet voor.